# 小伊萬湖
56°06′22″N 30°08′08″E / 56.10611°N 30.13556°E
小伊萬湖（俄语：Малый Иван），是俄羅斯的湖泊，位於該國西北部，由普斯科夫州負責管轄，處於涅韋爾區，面積8平方公里，平均水深3.5米，最大水深7米。